# فيرنون دبليو. إيفانز
فيرنون دبليو. إيفانز (بالإنجليزية: Vernon W. Evans)‏ هو سياسي أمريكي، ولد في 5 يناير 1895، وتوفي في 1975. حزبياً، نشط في الحزب الجمهوري. وقد انتخب عضو مجلس نواب ماساتشوستس.